# Pray (canção de Justin Bieber)
"Pray" é um single gravado pelo cantor canadense Justin Bieber. A canção foi escrita por Bieber, Omar Martinez, Adam Messinger, Nasri Atweh e produzida por The Messengers. A música é tida como única no Brasil e em vário países europeus de seu álbum My Worlds: The Collection. Nos Estados Unidos e no Canadá, ela faz parte do álbum My Worlds Acoustic. De acordo com o interprete, ele se inspirou na música "Man in the Mirror" de Michael Jackson ao escrever a canção. É uma faixa cristã contemporânea. É usado principalmente instrumentos, no entanto faz usos pequenos de sons eletrônicos.
"Pray" recebeu análises positivas, muitos críticos apreciaram a mensagem que é retratada na música. Ela atingiu as paradas de singles da Alemanha e da Áustria. O videoclipe da canção estreou em 26 de novembro de 2010 em sua página no Facebook. O videoclipe também tem características religiosas, mostrando lugares afetados por desastres naturais, crianças doentes, pessoas sem casa, e mais, que são mostrados por Bieber. O cantor estreou a música no American Music Awards, acompanhado por um coro completo.

## Antecedentes
"Pray" foi composta por Bieber com Omar Martinez, Adam Messinger e Nasri Atweh que faz parte do The Messengers. Em uma entrevista para o programa de rádio de Ryan Seacrest, Justin afirmou que foi influenciado pela canção "Man In The Mirror" de Michael Jackson ao escrever a música:
| “ | É uma canção muito edificante, inspiradora. Ela vem de dentro do coração, eu definitivamente tive os mesmos pensamentos de Michael Jackson em "Man In The Mirror" ao escrevê-la. | ” |

A canção foi lançada como CD Single na Alemanha em 3 de dezembro de 2010.. "Pray" é uma canção que usa a World Music como suporte. De acordo com a partitura publicada pela Universal Music Group, no site Music Notes, Inc, ela é definida em tempo comum com cerca de oitenta batimentos por minuto. É composta pela chave Si maior com o alcance vocal de Bieber que vai desde a nota mais baixa F#3 até a mais alta B4 A canção segue na progressão harmônica de B/G♯–B/F♯–E–B.
No fundo da canção, está sempre presente o uso de violinos e um coro, bem como a guitarra, instrumentos de corda e congos. No entanto, faz uso sútil de sintetizadores e sons eletrônicos. Musicalmente, ela é influenciada pela música cristã contemporânea, e pela música gospel, enquanto inclui pop e R&B. A canção começa com Bieber cantando "E eu rezo" sobre um teclado, enquanto o coro da canção repete um refrão simples, "Eu fecho meus olhos e posso ver uma dia brilhante/Eu fecho meus olhos e rezo." Na letra da música, Justin reconhece a dor e o sofrimento que existe no mundo, e em seguida, oferece uma solução passiva por meio de versos como: Crianças chorando/Os soldados estão morrendo/Algumas pessoas não têm uma casa/Mas eu sei que há luz do sol atrás dessa chuva/Eu sei que há bons tempos atrás dessa dor." Vocalmente, os vocais de Bieber são inferiores comparados a outros singles.

## Crítica profissional
Melinda Newman do HitFlix chamou a canção de um "testamento encantador para o poder da oração", comentando que não era apenas para "verdadeiros cristãos", e sim para "verdadeiras Beliebers"." Chamando de momento "Man in the Mirror" de Justin, Newman também disse que enquanto ele não tem o "poder de permanência clássica de Michael Jackson", os temas de como formar as mudanças foram as mesmas. Lucy Jones do The Daily Telegraph, observou a canção como um download recomendando o álbum.
Dan Savoie, do Rockstar Weekly, disse que a letra da canção é uma letra "mais avançada e mostra um lado mais político do cantor, mas a sensação da música realmente funciona com a sua voz". Savoie passou a dizer: "A música acabou de mudar Bieber da categoria pop star para um jovem responsável. Monica Herrera da Billboard escreveu que a música foi uma das mais bem-intencionadas que explicam as crenças espirutuais de Justin.

## Vídeo musical e apresentações ao vivo
No vídeo da música, Bieber destaca várias injustiças sociais ao redor do mundo. Aparecem imagens do resgate no terremoto no Haiti e o sofrimento após um Furacão Katrina em Nova Orleães. Outras cenas destacam soldados militares com suas famílias reunidas sem um lar. O vídeo é intercalado com cenas de Justin. Com a música em si, ele também inclui tons religiosos, assim terminado com a citação: "Deus fala no silêncio do coração. Ouvir é o início da oração." Bill Lamb do About.com disse sobre o vídeo: "Há momentos, em que as fotos com as palavras, ficam de fato mais poderosas que a trilha." Dizendo ser o vídeo "excelente para épocas natalinas", Lamb comentou que o tema traz "esperança e alegria para a vida dos outros" relacionadas com "as comemorações que traz até a nós, juntos na esperança de ter um mundo melhor no futuro."
"Pray" foi apresentada ao vivo pela primeira vez em 2010, no American Music Awards. A performance se iniciou com Bieber sentado tocando um piano enquanto a cantava. No meio da performance, o interprete se levantou do piano e caminhou até o centro do palco, ele foi acompanhado por um coro cantando como vocal de apoio. O desempenho terminou com Bieber ajoelhado, a interpretação foi saudada com aplausos da platéia. Segundo Jocelyn Vena da MTV News, Justin "provou que tem o carisma que o deixou famoso". Thomas Conner do Chicago Sun-Times observou que a performance de Bieber foi o destaque daquela noite, provando que ele sabe sim cantar, podendo superar até os passos de Taylor Swift e Miley Cyrus.

## Paradas musicais
"Pray" foi lançado como um single apenas em alguns países europeus e teve um sucesso moderado. No Belgian Flanders Tip, a canção alcançou o número cinco, enquanto que no gráfico Belgian Tip Wallonia, alcançou o número quinze e passou uma combinação de oito semanas em ambos os gráficos. No Austrian Singles Chart, chegou ao número sessenta e cinco, passando uma semana na tabela. A obra estreou em cinquenta e um no German Singles Chart. Apesar de não ter sido lançado como single, devido às vendas do My Worlds: The Collection e My Worlds Acoustic, a canção estreou em noventa quatro sobre o Australian Singles Chart, em número doze no UK Singles Chart e no número noventa e um no Billboard Hot 100, chegando ao sessenta e um na semana seguinte.

### Posições
| País/parada (2010)                 | Melhor posição |
| ---------------------------------- | -------------- |
| Austrália - ARIA Charts            | 94             |
| Áustria - Ö3 Austria Top 75        | 63             |
| Bélgica - Ultratip Flanders        | 5              |
| Bélgica - Ultratop Wallonia        | 15             |
| Alemanha - Media Control AG        | 51             |
| Reino Unido - UK Singles Chart     | 112            |
| Estados Unidos - Billboard Hot 100 | 61             |